# Jaime Vladimir Cubías
Jamie Vladimir Cubías Alvarado (San Sebastián, 10 marzo 1974) è un ex calciatore salvadoregno, di ruolo difensore.

## Carriera

### Nazionale
Ha debuttato in Nazionale nel 1995. Ha messo a segno la sua prima rete con la maglia della Nazionale l'8 ottobre 2000, in Saint Vincent e Grenadine-El Salvador (1-2), siglando la rete del definitivo 1-2 al minuto 89. Ha partecipato, con la Nazionale, alla CONCACAF Gold Cup 1996 e alla CONCACAF Gold Cup 2002. Ha collezionato in totale, con la maglia della Nazionale, 26 presenze e due reti.

## Palmarès

### Club

#### Competizioni nazionali
- Campionato salvadoregno di calcio: 2

FAS: 1995-1996
Alianza: 2003-2004